# Sokolov
Sokolov (bis 1948 Falknov nad Ohří, deutsch Falkenau an der Eger) ist eine Stadt in der Region Karlsbad in Tschechien.

## Geographie

### Lage
Die Stadt befindet sich in Westböhmen im Falkenauer Becken und liegt 401 m ü. NN an der Mündung der Zwodau in die Eger und nördlich des Kaiserwaldes. Westlich von Sokolov liegt der Tagebau-Restsee Medard. In Sokolov selbst gibt es den See Jezero Michal, im Südosten des Stadtgebiets erheben sich die Hügel Květný vrch (640 m n.m.), Spálený vrch (744 m n.m.) und Vítkov (722 m n.m.).

### Stadtgliederung
Die Stadt Sokolov besteht aus den Ortsteilen Hrušková (Birndorf, ehemals Nothaftsgrün), Novina (Grün), Sokolov (Falkenau an der Eger) und Vítkov (Wudingrün). Grundsiedlungseinheiten sind Hrušková, K nemocnici, Ke stadiónu, Nad rybníkem, Nad zastávkou, Novina, Ovčárna (Schäferei), Pod pekárnou, Pod vodojemem, Průmyslový obvod, Před nádražím, Rekultivace dolu Antonín, Seifertova, Sokolovská, Sokolov-střed, U dolu Antonín, Vítkov, Za Hornickým domem und Za nádražím.
Das Gemeindegebiet gliedert sich in die Katastralbezirke Hrušková, Novina u Sokolova, Sokolov und Vítkov u Sokolova.

### Nachbargemeinden
Östlich liegt Těšovice, Staré Sedlo u Sokolova, Loket, Horní Slavkov. Im Süden liegt Rovná u Sokolova, im Südwesten Březová u Sokolova, Dolní Rychnov und Citice. Nordwestlich befindet sich Svatava, im Norden Královské Poříčí.

## Geschichte

### Von 1279 bis heute
Falkenau wurde erstmals am 13. April 1279 (Valkenawe) urkundlich erwähnt. Im 13. Jahrhundert stand eine steinerne Burg auf dem Gelände des heutigen Schlosses, von dort aus in Richtung der Eger und des Lobsbaches war eine Ansiedlung entstanden. Archäologische Ausgrabungen aus dem Jahr 1993/1994 erbrachten das Ergebnis, dass die Burg- und Stadtanlage über die bisher angenommene Bedeutung hinausging.
Als Ministeriale trugen die Notthafft zur Kultivierung der Region bei. Spätere Adelsgeschlechter, die die Herrschaft und das Schloss Falkenau besaßen, waren ab 1435 die Grafen Schlick, die bis zur Schlacht am Weißen Berg 1621 als Protestanten die Herrschaft Falkenau innehatten und ab 1622 die katholischen Reichsgrafen von Nostitz-Rieneck.
Das erste Privileg, durch das die Einwohner Falkenaus städtische Freiheiten und Rechte erlangten, soll König Johann von Böhmen im Jahre 1313 erteilt haben. Das Original ist bei der Feuersbrunst von 1390, in der die Stadt völlig abbrannte, verloren gegangen. So wurde das Stadtrecht durch einen neuen Majestätsbrief von König Wenzel IV. am 28. August 1397 erneuert.
1483 regelte das älteste erhaltene Stadtbuch Falkenaus das Stadtrecht („Hir inne ist beschriben alle stat recht des markts zu Falkenaw…“). Demnach bestand der Rat aus zwölf Ratspersonen, aus deren Runde der Bürgermeister gewählt wurde (ältester bekannter Bürgermeister: Paul Haynl 1471).
1491 wurde in Falkenau die Marienbruderschaft gegründet. 1546/1547 wurde die Stadt vom kursächsischen General Wilhelm von Thumbshirn überfallen. 1573 wurde erstmals das Falkenauer Schützencorps erwähnt.
1604 brannten 21 Häuser der Stadt ab. Etwa 1000 Einwohner und 174 Häuser zählte Falkenau zu der Zeit.

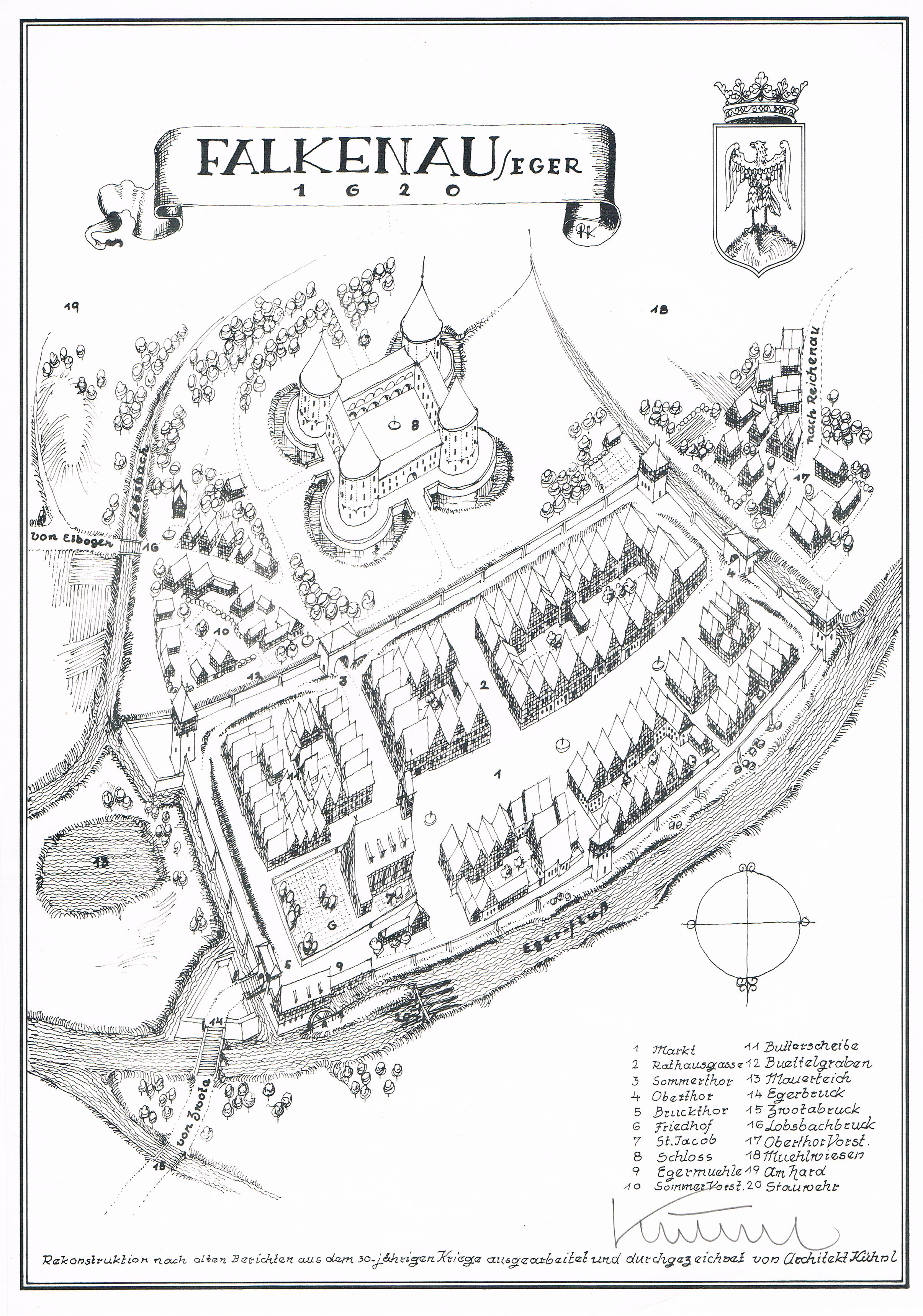
Falkenau an der Eger 1620; Rekonstruktion von Architekt Rudolf Kühnl 1969

Ab März 1621 wurde Falkenau infolge des Dreißigjährigen Krieges von bayerischen und sächsischen Truppen eingeschlossen. Am 26. März erfolgte ein Beschuss der Stadt mit Kanonen. Alle Häuser vor der Stadt und etliche schöne Vorwerke brannten nieder. Am 31. März 1621 kam es zu einer ersten direkten Kampfhandlung: 50 Bürger der Stadt sollten unter dem Schutz von etwa 75 Englischen Reitern mit 20 Wagen Getreide aus dem nahen Unterreichenauer Ratsbauernhof holen. Bei einem Angriff feindlicher Reiter kam es zu einem Scharmützel, bei dem 23 Bürger der Stadt ihr Leben verloren.
Im Zuge der Rekatholisierung mussten die evangelisch-lutherischen Pastoren und Schulmeister Falkenau Ende August 1624 verlassen und ein erster katholischer Geistlicher wurde 1625 eingesetzt. Die Gegenreformation stieß zum Teil auf heftige Ablehnung. Noch um 1650 verweigerten einige Bürger Falkenaus die katholische Beichte und Messe.
Am 18. Mai 1632 brannte die Stadt infolge von Kampfhandlungen zwischen sächsischen und kaiserlichen Truppen vollständig nieder. 1633, ab September bis Dezember wütete die Pest in Falkenau und forderte über 80 Todesopfer (nach Körbl 122 Pesttote).
1660 wurde ein Hospital auf Betreiben des Grafen Johann Hartwig von Nostitz-Rieneck (1610–1683) errichtet, in dem verarmte und erkrankte Einwohner der Stadt Versorgung fanden. Es verlor 1846 mit Erbauung des neuen Krankenhauses seine Bedeutung und wurde im Sommer 1902 abgerissen.

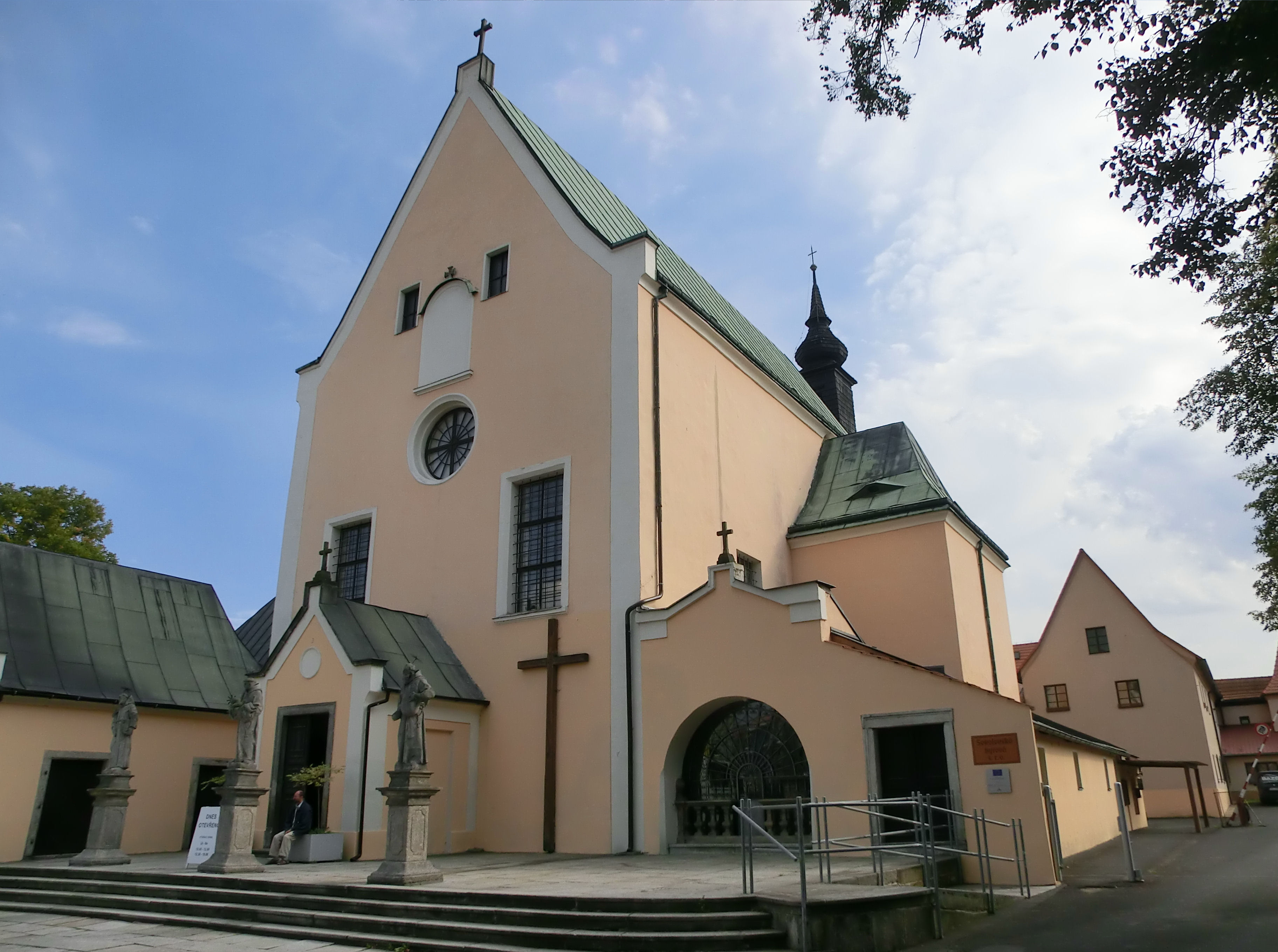
Kapuzinerkloster

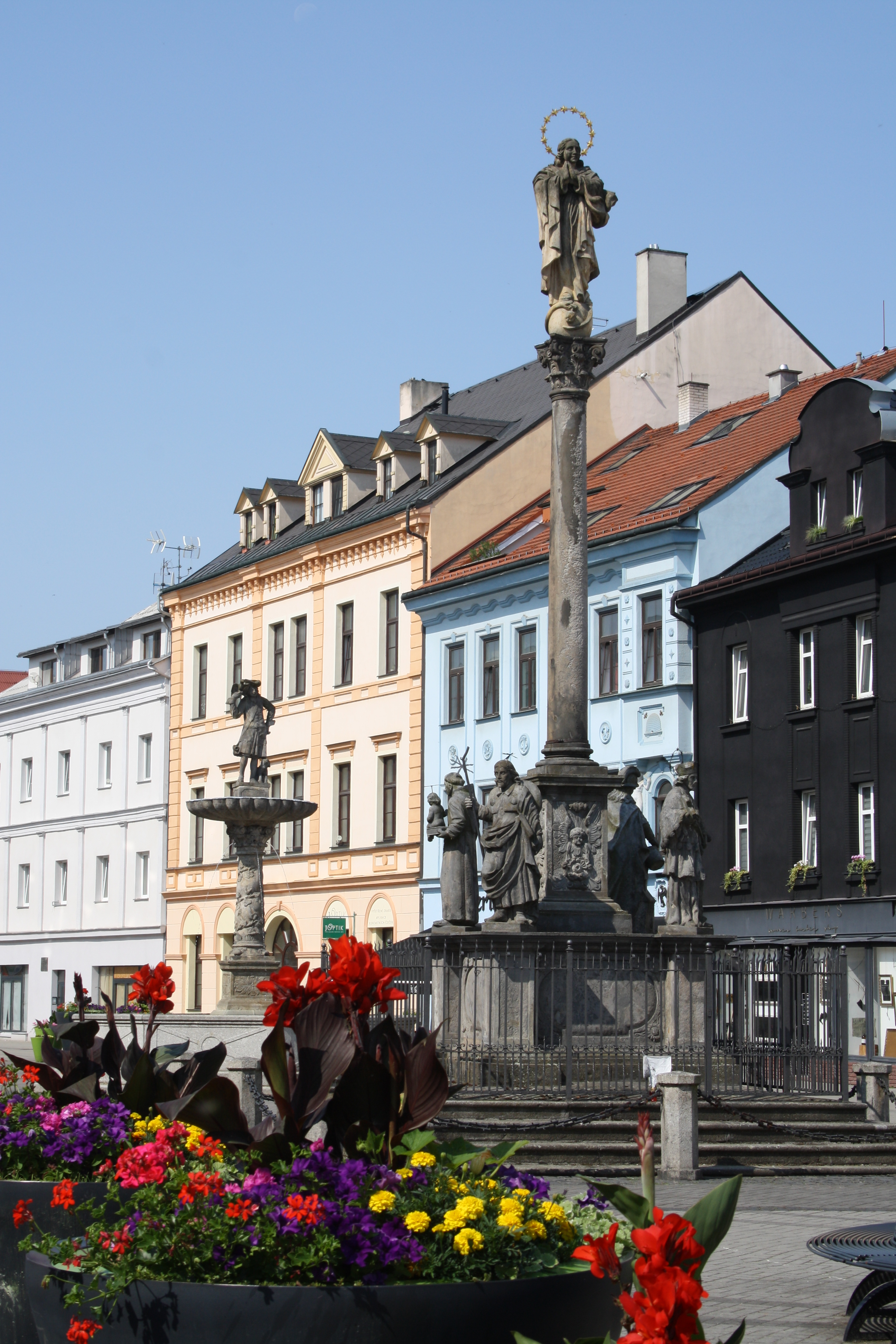
Mariensäule

1663 wurde auf Betreiben des Grafen Johann Hartwig von Nostitz-Rieneck (1610–1683) ein Kapuzinerkloster in Falkenau erbaut, das 1664 geweiht wurde. 1667 wurde die neu erbaute Kirche des Klosters dem heiligen Antonius geweiht. 1772 lebten 16 Priester und 7 Laienbrüder im Kapuzinerkloster.
1701 wurde auf dem Markt die Mariensäule errichtet, 1717 die mit Hopfenpflanzen verzierte Säule mit dem Wastl (die sich auf die Stadtgründungssage des Falkners Wastl bezieht, nach der hier einst ein Egerer Bürger namens Sebastian ('Wastl') einen Falkenhof erbaut haben und so die erste Ansiedlung hervorgerufen haben soll) und der steinerne Brunnen erbaut, die alle heute noch dort stehen.
Nach dem Tod des Grafen Anton Johann von Nostitz-Rieneck († 29. Oktober 1736), der der Stadt Falkenau väterlich-wohlwollend gesinnt war, erbte sein Neffe Franz Wenzel von Nostitz-Rieneck (1696–1765) das Fideikommiss Falkenau. Gleich nach der Übernahme der Herrschaft Falkenau zog er die Stadtrechte Falkenaus in Zweifel und wollte die Bürger den Bauern seiner Herrschaft gleichstellen und zugleich auch für sie die Leibeigenschaft einführen. Bürgermeister und Rat mussten unter erheblichem Aufwand in Wien die nötigen Dokumente ausstellen lassen und dafür 500 Gulden Taxe zahlen, was dem Wert eines großen Stadthauses entsprach. Doch Graf Franz Wenzel weigerte sich standhaft, den Konsens zur Privilegienbestätigung für Falkenaus Stadtrechte zu unterzeichnen. Über zehn Jahre hielt er das Verfahren in der Schwebe, auch dann noch, als Kaiser Franz I. sich im Juli 1747 der Sache annahm. Durch die Kriegsunruhen und Stadtbrände verzögerte sich die Klärung um weitere Jahre.
Während des Österreichischen Erbfolgekrieges wurde Falkenau ab Oktober 1742 von französischen Truppen sowie sächsischen Grenadieren und ungarischen Husaren und Dragonern belagert und schließlich besetzt. Am 20. Oktober 1742 brach in einem von französischen Soldaten besetzten Haus ein Feuer aus, das innerhalb von eineinhalb Stunden 27 Häuser in Asche legte. Eine Ursache für den Umfang des Brandes lag in der durch die Besatzung überfüllten Stadt, … man konnte … in der Stadt wegen der vielen französischen Bagage und denen Wachtfeuern kaum gehen …, was das Löschen des Brandes behinderte.
Spätestens seit 1750 war in Falkenau Militär stationiert. So ist durchgängig im 18. Jahrhundert das Gaisrucksche Infanterieregiment bezeugt, weitere in Falkenau bezeugte Infanterieregimenter sind Ellrichshausen und Matthesen. In den 1790er Jahren ist nachweisbar, dass sich die Kasernen direkt beim Falkenauer Schloss befanden.
Ein weiteres Feuer legte am 9. April 1753 74 Häuser mit 24 Scheunen binnen drei Stunden in Asche, so dass die ganze Seite der Neustadt vom Ringtor an bis zur Schrotmühle und von dort bis zum Rathaus abgebrannt war. Der Schaden wurde auf annähernd 50.000 Gulden geschätzt.
1754 entbrannten die Streitigkeiten mit Graf Franz Wenzel erneut. Ursache waren beständige Schmälerungen der städtischen Weidegerechtigkeiten auf der Hard-Höhe, einer Anhöhe nahe der Stadt, indem der Graf 40 Strich von den Hard-Gründen urbar machen ließ, wodurch er die der Stadt verbriefte Nutzung der Viehweiden verminderte und zudem von der hinteren Hard-Höhe noch fünf Strich Land urbar machen ließ, die aber der Stadt und nicht der Herrschaft Falkenau gehörten. Der daraus entstandene Rechtsstreit ging als ‚Hardt-Streit’ in die Falkenauer Annalen ein.
Seit Beginn des Streites 1736 war keine Ratserneuerung mehr vorgenommen worden, da eine Zusammenarbeit mit dem Grafen nicht mehr möglich war. So war als einziger Bürgermeister nur noch der alte Tuchmachermeister Johann Carl Bach (1678–1766) im Amt. Als der am 8. Oktober 1754 eine Bürgerversammlung einberief, sollte der gräfliche Aktuar Georg Felix Lutz von Strahlenfels der Ratsversammlung beiwohnen, was ihm verweigert wurde. Daraufhin setzte Graf Franz Wenzel den Rat ab und ließ Bach und einen weiteren Bürger im Rathause einkerkern. Erst als sie erkrankten, wurde Bach freigelassen. Im Juni 1755 wurde der ganze Rat abgelöst und ein neuer eingesetzt. Der Aktuar sollte den Ratssitzungen beiwohnen, jedoch ohne Stimmrecht zu haben. Dennoch hintertrieb er die Entscheidungen des Rats, wo immer es ihm möglich war. Der Rechtsstreit an sich blieb weiterhin in der Schwebe. Mehrfach erneuerte der Graf sein Ansinnen auf die Leibeigenschaft der Falkenauer Bürger und 1761 machte er zudem der Stadt das Recht auf freien Salzhandel, Lehengerechtigkeiten und städtische Erbzinsrechte strittig. Bürgervertreter reisten nach Prag, um sich vor Ort einen Rechtsanwalt zur Klage in der Hauptstadt zu nehmen. Der Streit löste sich erst mit dem Tode des Grafen Franz Wenzel im September 1765.
1757 bis 1759 litt Falkenau immer wieder unter wechselnden Einquartierungen durch Militär infolge des Siebenjährigen Krieges. 1762 im August wurde die Stadt von 300 Mann Schwarzer Husaren unter dem Kommando des Oberstwachtmeisters Daniel Christoph Georg von der Schulenburg-Hehlen überfallen, die Häuser geplündert und Geld von den Bürgern, sowie eine Brandsteuer von 1100 Gulden von der Stadt erpresst.
Am 31. Dezember 1763 erreichte das Hochwasser der Eger infolge starker Regenfälle den bis dahin höchsten je gemessenen Pegelstand, so dass im Brauhaus die Männer bei Rettungsarbeiten bis über den Gürtel im Wasser standen. 

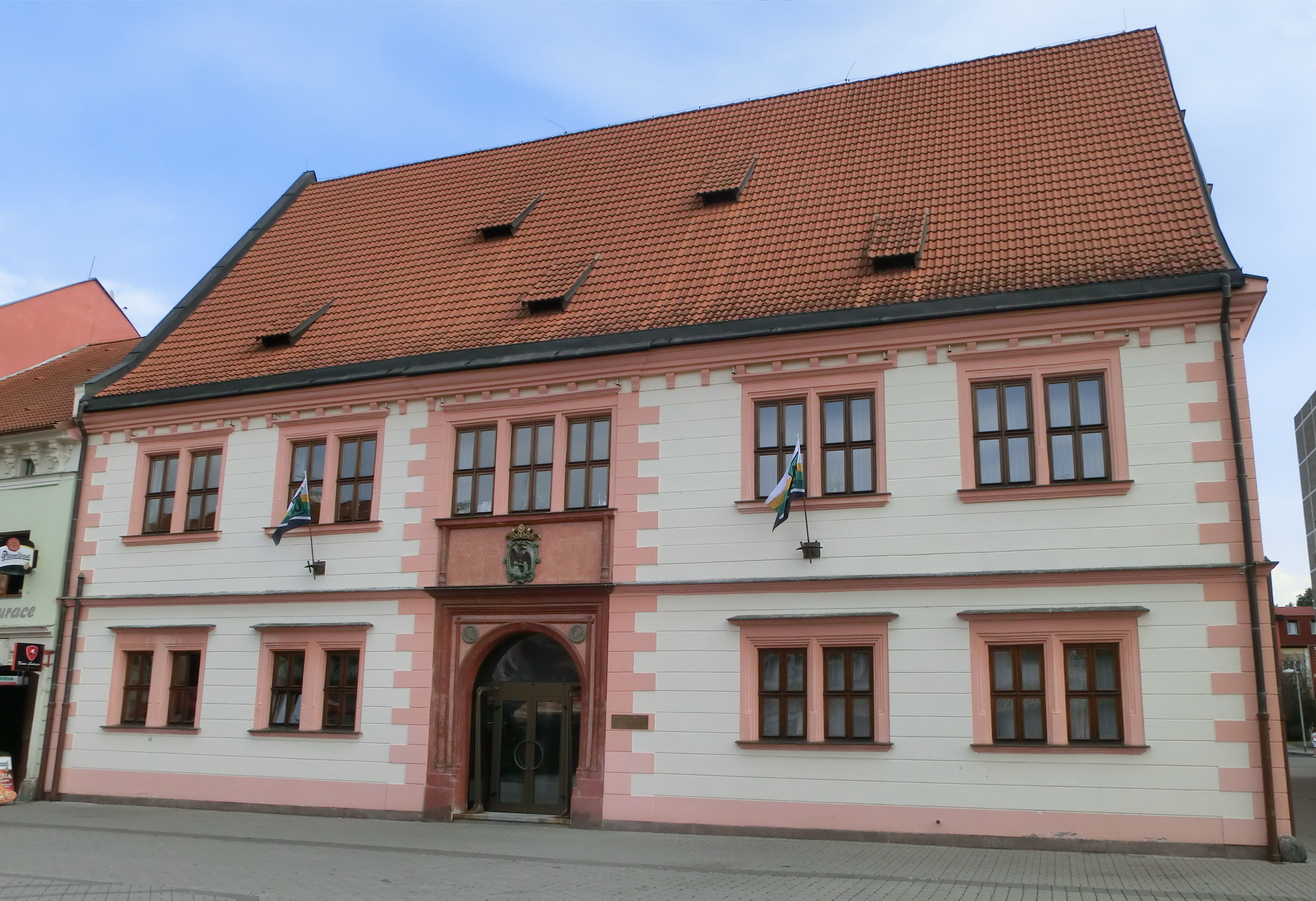
Rathaus von 1540

1770 zählte Falkenau 256 Hausnummern. Die Stadt war durch eine Stadtmauer umschlossen und hatte vier Stadttore:
1. Sommertor, 1609 erbaut und 1833 teils abgetragen
2. Neues Tor, das um 1667 nach der Erbauung des Kapuzinerklosters hinter dem Klostergarten neu errichtet wurde, um die Stadtbefestigung wieder zu schließen; 1836 abgetragen
3. Obertor, das die ursprüngliche Altstadt von der sogenannten Neustadt trennte
4. Brückentor, auch Egerflusstor genannt.

1771/1772 ereilte Böhmen eine große Hungersnot, die auch Falkenau traf. Falkenau erhielt 1772 128 niederösterreichische Metzen Getreide und 1000 Reichstaler Kredit. Die Feiertage wurden aufgehoben.
1785 erhielt Falkenau, wie alle Städte mit freier Gerichtsverfassung in Böhmen, einen eigenen Syndicus, den aus Falkenau gebürtigen Franz Fritsch (1750–1834), Procurator forensis et publicus und Senator der Stadt, der in Prag Rechtswissenschaften studiert hatte. Zugleich wurde er als geprüfter Magistrat nach Hofdekret bestellt.
1819 wurde das städtische Armenhaus erbaut. 1831 wurde mit dem Bau einer neuen Poststraße begonnen. Sie führte durch Falkenau (wo über den Lobsbach eine Steinbrücke errichtet wurde). Strecke: Eger – Falkenau – Karlsbad – Prag.
Am 3. und 4. August 1822 besuchte Johann Wolfgang von Goethe Falkenau und traf zunächst mit dem dortigen Bergmeister Ignaz Lößl (1782–1849) zusammen, um dessen Mineralienkabinett zu besuchen. Dabei wurden Goethe von Lößl auch einige Gedichte des Dichtervereins, insbesondere die von Anton Fürnstein, vorgelegt, wobei Lößl auf die körperlichen Gebrechen, die fehlende Schulbildung und zugleich die umfangreiche Eigenausbildung Fürnsteins hinwies.
Goethe selbst schreibt in seinen Tagebüchern über den Besuch in Falkenau: „einem wohlgebauten Orte … den ich gar oft, nach Carlsbad fahrend, gar anmuthig im Thale an der Eger liegen sah…“
Für den Folgetag, den 4. August 1822, wurde eine Begegnung Fürnsteins mit Goethe arrangiert, der – sichtlich betroffen durch den gebrechlichen Zustand des Dichters – Falkenau verließ und später einige seiner Gedichte veröffentlichte.
1846 wurde in Falkenau ein Krankenhaus mit Garten von Karl Heidler gestiftet, wobei die Einrichtung und Unterhaltung aus städtischen Renten bestritten werden sollten.
1867 kam das Bezirksgericht Elbogen zur Bezirkshauptmannschaft Falkenau, aus dem ab 1868 der Bezirk Falkenau wurde.
Ab Mitte des 19. Jahrhunderts wurde Falkenau eine bedeutende Bergbaustadt für den Braunkohleabbau und später Kreisstadt.
1870 erhielt Falkenau einen Bahnhof an der Strecke Prag–Priesen–Karlsbad–Eger der Buschtěhrader Eisenbahn. 1873 wurde die abzweigende Nebenbahn nach Graslitz in Betrieb genommen. 1872 erteilte das k.k. Handelsministerium dem „Kohlenwerksbesitzer“ J. R. Caton die Vorkonzession „für eine Locomotiv-Eisenbahn von Falkenau über Lauterbach, Haberspirk, Katzengrün, Mühlessen nach Voitersreuth und nach Haslau“, eine annähernd geradlinige Ost-West-Verbindung, die der Linie über den Knoten Eger, vor allem im Gütertransport, Konkurrenz gemacht hätte.
1873 vernichtete ein Stadtbrand 15 Häuser und den Kirchturm von St. Jakob. Ein weiterer Stadtbrand am 23. Juni 1874, der morgens in der Vorstadt ausgebrochen war, drohte auf die gesamte Stadt überzugreifen. Durch Hilfe der Feuerwehren aus Karlsbad, Eger, Elbogen, Franzensbad, Heinrichsgrün und Schlaggenwald konnte das verhindert werden, jedoch waren 135 Häuser abgebrannt.
1880 wurde eine eiserne Brücke über die Eger erbaut, 1904 die evangelisch-lutherische Kirche. 1911 brannte es erneut, diesmal in der Sommergasse und im Stadtteil Butterscheibe.
Nach dem Ersten Weltkrieg wurde das deutschsprachige Egerland und damit auch Falkenau der neu gegründeten Tschechoslowakischen Republik zugeschlagen. In der Folge kam es durch Ernennung von Beamten zu einem vermehrten Zuzug von Personen tschechischer Nationalität, was zu Spannungen zwischen den beiden Volksgruppen führte. Auf Druck des Hitler-Regimes stimmten die Westmächte im Münchner Abkommen 1938 der Besetzung der deutschsprachigen Randgebiete durch das Deutsche Reich zu, ohne Zustimmung der tschechoslowakischen Regierung. Von 1938 bis 1945 gehörte Falkenau an der Eger zum Landkreis Falkenau an der Eger, Regierungsbezirk Eger, im Reichsgau Sudetenland. Zum 1. Mai 1939 wurde eine Neugliederung der teilweise zerschnittenen Kreise im Sudetenland verfügt. Dieser Zustand blieb bis zum Ende des Zweiten Weltkriegs erhalten.
Während der Zeit des Nationalsozialismus war in Falkenau unweit der Wohnhäuser das KZ-Außenlager Falkenau als Außenlager des KZ Flossenbürg eingerichtet, dessen Insassen im Mai 1945 von US-amerikanischen Truppen befreit wurden. Ein Hauptmann der 1. US Infantry Division („Big Red One“) veranlasste 14 Bürger des Ortes, die im Lager vorgefundenen Leichen zu bergen, zu kleiden und am Dorffriedhof zu beerdigen. Am 16. Oktober 1940 fielen Bomben auf Falkenau, die statt der Chemischen Fabrik den Friedhof trafen. Bei einem erneuten Luftangriff am 17. April 1945 kamen rund 100 Bewohner ums Leben.
Nach Kriegsende erhielt die Tschechoslowakei die im Münchener Abkommen durch Deutschland besetzten Gebiete zurück. Zahlreiche deutsche Soldaten der sogenannten „Kampfgruppe Mangold“, die sich Anfang Mai auf die Rückzugstrecke Eger – Karlsbad begeben hatten, erreichten über das Bergmassiv „Hoher Stein“ (Vysoký kámen) auf ehemaligen Schmugglerpfaden Deutschland. Viele Deutschböhmen flohen vor den einsetzenden Gewalttaten selbsternannter Revolutionsgardisten und nationaler Milizen über die Grenze nach Deutschland. Andere wurden über die Grenze getrieben oder in Lagern interniert. Ein großer Teil der deutschen Bevölkerung wurde im Jahre 1945 enteignet und aus der Stadt vertrieben. Eine hohe Anzahl dieses Bevölkerungsteiles wurde nach Deutschland zwangsausgesiedelt.
1948 wurde der deutsch klingende tschechische Name Falknov nad Ohří in Sokolov („Falke“ = tschechisch „Sokol“) geändert. Bis Ende 2002 war Sokolov Sitz des Bezirksverwaltung des Okres Sokolov.

### Pfarrkirche St. Jakob

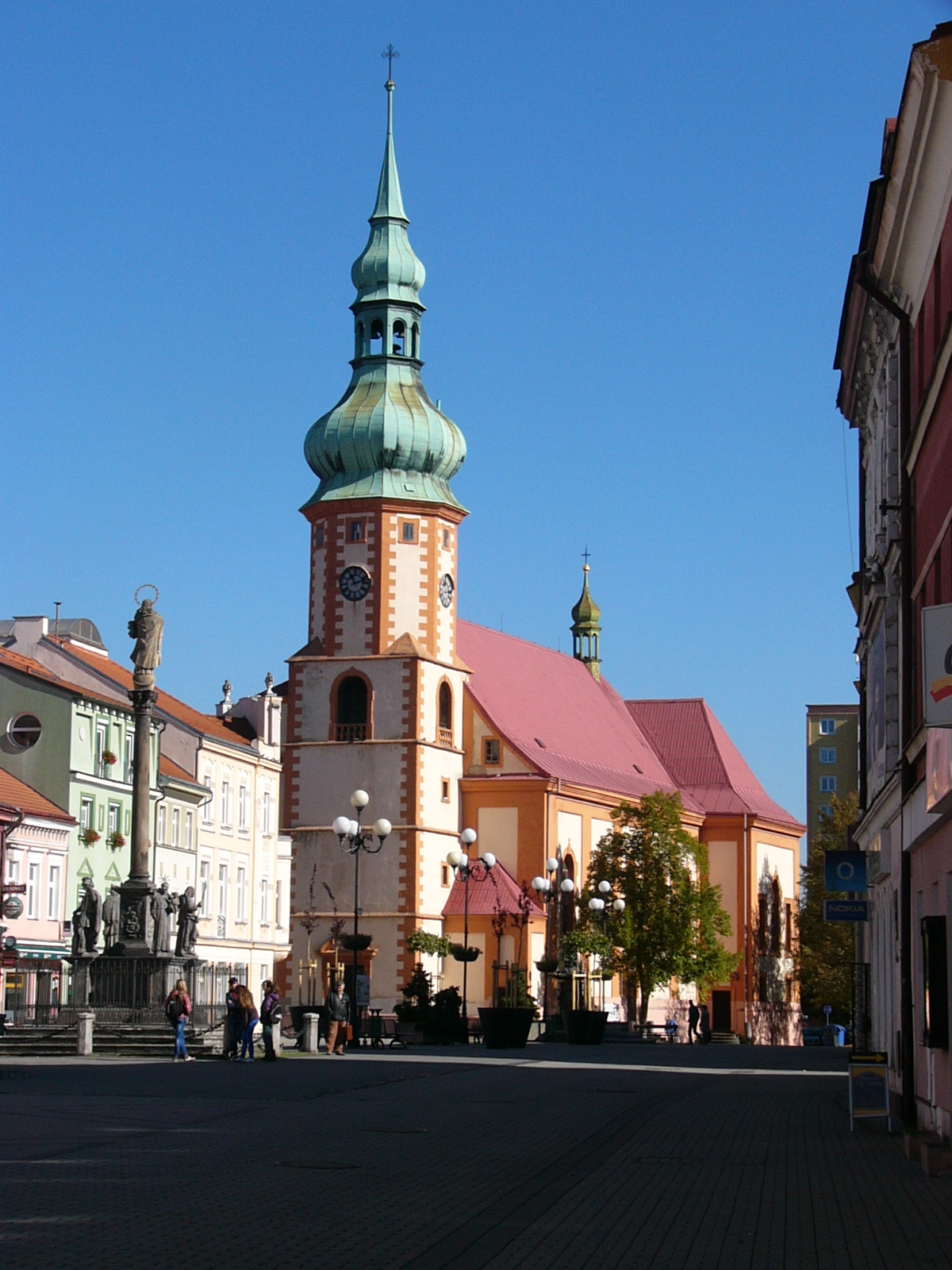
St.-Jakobs-Kirche

Die Pfarrkirche soll im 13. Jahrhundert gegründet worden sein. Gesichert ist, dass vor 1359 bereits eine Pfarrkirche bestanden hat, die damals zum Dekanat Elbogen gehört hat. Unter Graf Wolf Schlick († 1556), der ein Freund Martin Luthers war, wurde Falkenau um 1530 protestantisch und blieb es bis 1624. Nach der Gegenreformation wurde die Gemeinde wieder römisch-katholisch. 1631 wurde die Orgel, die in St. Joachimsthal gefertigt wurde, eingebaut. 1670 wurde wegen Baufälligkeit das alte Kirchenschiff abgerissen und am 23. März 1671 der Grundstein für die neue Kirche gelegt. Falkenau war ab 1671 Sitz einer Erzdechantei. 1673 wurde die neue Kirche geweiht. Der alte Kirchturm stand bis 1680, nach dem Niederriss wurde er im gleichen Jahr neu aufgerichtet. Am 1. Juli 1681 wurden die Glocken wieder aufgezogen. 1683 wurden eine neu große Glocke (15 Zentner) und eine kleinere (14 Zentner) gegossen und aufgezogen. Das Erzdekanat umfasste im Jahr 1938 im Bezirk Falkenau die Orte Falkenau, Grasset, Haselbach, Königswerth, Ober-Reichenau, Prösau, Schäferei, Teschwitz, Unter-Reichenau, Wudingrün (bis 1683 auch Altsattl und bis 1788 auch Birndorf, das ab 1789 nach Altsattl eingepfarrt wurde) und im Bezirk Elbogen den Ort Albernhof.

### Schulen
Bereits im Stadtbuch Falkenaus von 1483 werden die Einkünfte des Schulmeisters klar geregelt. Darin wird namentlich in einem Testament (vor 1483) der 'alte Schulmeister Peter Odelhayder' bezeugt, der demnach um 1450 in Falkenau tätig gewesen sein dürfte.
Der Schulunterricht in Falkenau war bereits 1584 durch eine Schulordnung geregelt: täglich sechs Stunden Unterricht (vormittags 1. Stunde kirchlicher Unterricht, 2. und 3. Stunde Lesen und Schreiben; nachmittags begann der Unterricht mit einem Gebetstlied (Herr Jesu Christ war Mensch und Gott…), 1. Stunde Gesangsunterricht, 2. und 3. Stunde Latein). Der erste namentlich bekannte Schulmeister nach der Reformation war der Bürgerssohn, Kantor und Stadtschreiber Caspar Donat, der am 1. November 1556 die Bürgertochter Margaretha Zürchauer geehelicht hatte. Seitdem sind die Schulmeister, die zugleich auch bis in das 18. Jahrhundert hinein Kantoren der Stadt waren, namentlich bekannt. Der Bildungsstand bürgerlicher Handwerksmeister war infolge dieser Bildung für damalige Zeit durchaus erheblich, neben Mathematik (u. a. auch die Sätze des Pythagoras, Zinsrechnung) wurde Poesie, Latein und auch Griechisch unterrichtet (zugleich war Aberglaube weit verbreitet). Ab 1780 ist in den Matriken Falkenaus von einem 1. und einem 2. Schulmeister die Rede. Die städtische Schule lag von alters her immer neben dem Pfarr- und Erzdekanatshaus.
1872/1873 wurde eine Bürgerschule eingerichtet und am Marktplatz neu erbaut. Diese sollte das Mittelglied bilden zwischen der gewöhnlichen fünfklassigen Volksschule und der Unterrealschule. Kinder vom 12. bis zum 14. Lebensjahr aus Stadt und Bezirk wurden fortan hier in drei Klassen bei getrennten Geschlechtern unterrichtet.

### Jüdisches Leben
1435 erhielten die Grafen Schlick das Privileg, hier Juden anzusiedeln. Seitdem lebten zwischen 1550 und 1850 zwei bis maximal vier jüdische Familien in Falkenau. 1651 waren es die vier Familien von Salomon Schlam, Seligmann Schlam, Löw und Alexander Eliass, insgesamt 21 Personen. Erst ab 1865 stieg die Zahl der Einwohner mosaischer Konfession, 1890 waren es 136 Familien, 1910 sollen es 248 Familien gewesen sein, 1938 waren es 55 Familien. Im Jahr 1939 lebte kein einziger jüdischer Mitbürger mehr in Falkenau. Zunächst entstand ein Kultusverein in Falkenau, der einen Betraum anmietete und um 1896 wurde eine Synagoge in der Schillerstraße erbaut, die im August 1897 geweiht wurde. Im Novemberpogrom 1938 wurde sie niedergebrannt.
1877 wurde ein Kommunalfriedhof eingerichtet, auf dem auch ein Areal für jüdische Beisetzungen geschaffen wurde.
Nach dem Münchener Abkommen 1938 verließen die jüdischen Einwohner Falkenau, viele zogen in die sogenannte „Rest-Tschechei“, um sich in Sicherheit zu bringen. Die Verbliebenen wurden 1942 deportiert.

### Hopfenanbau
Die Gegend um Falkenau war ab der zweiten Hälfte des 17. Jahrhunderts ein Gebiet intensiven Hopfenanbaus. Der Erste, der hier Hopfen pflanzte, war der Bürger Andreas Heintzl (1597–1673). Die Beschaffenheit des Bodens erwies sich als besonders günstig für den Anbau, der zu einer wichtigen Einnahmequelle für die Bevölkerung in Stadt und Land rund um Falkenau wurde. Goethe schrieb anlässlich seines Besuches in Falkenau 1822: Es ist der Hofenbau…der die gestreckten Hügel hinter der Stadt in stundenlangen Reihen ziert, ein unübersehbarer Garten in der Nähe, ein weitverbreitetes Buschwerk in der Ferne. Diese Hopfenanlagen befanden sich in der gesamten Herrschaft Falkenau und der Anbau wurde durch strenge Verordnungen geschützt. So durften z. B. Schösslinge außerhalb der Herrschaft Falkenau weder verkauft, noch verschenkt werden. Der schwunghaft betriebene Hopfenbau kam seit um 1880 fast gänzlich zum Erliegen, zum einen hatte die Verwendung der Braunkohle als Brenn- und Heizmaterial die Luftqualität stark beeinträchtigt. Erzdechant Michael Pelleter schreibt um 1880 von „sich beständig absetzenden Ruß aus dem Rauchqualm“, zum anderen kamen Missernten durch Schwärze und Feuerhut hinzu und drittens war die Nachfrage durch Brauereien und Hopfenhändler zurückgegangen.

### Bergbau

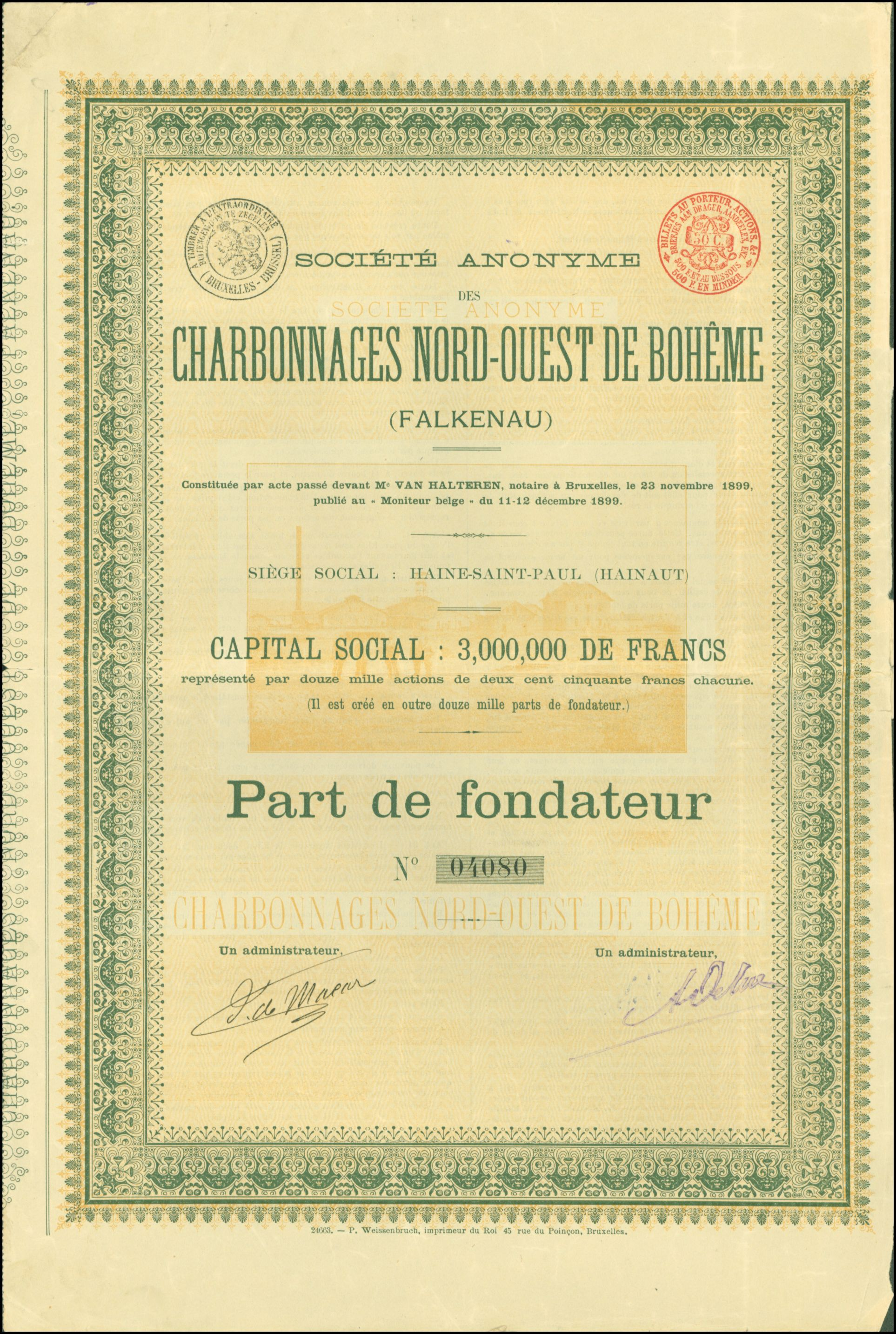
Anteilschein der S. A. des Charbonnages Nord-Ouest de Bohême (Falkenau) vom 12. Dezember 1899

Im 16. und 17. Jahrhundert sind erste Bergwerke im nahen Altsattl nachgewiesen, bei denen die Alaungewinnung im Mittelpunkt stand.
Mit einem Hofdekret vom 16. März 1793 wurde die Mineralkohle in das Bergregal einbezogen. Es erlaubte jedermann, auf seinem Grunde nach ihr schürfen zu dürfen. Zuerst wird in Falkenau im Dezember 1797 in einem Ratsprotokoll von Braunkohleabbau in bescheidenem Maße berichtet. Fünf Bürger, meist mit einkommensschwachen Handwerksberufen wie Weber und Maurer, hatten Mutungen auf Braunkohle, der erste war Matthäus Leistner (* 1749), der um 1795 auf dem Kalkhübel bei der Schäferei nahe Unterreichenau damit begonnen hatte. Falkenau zählt somit nicht zu den alten Bergstädten, jedoch war das enorm reiche Vorkommen von Braunkohle einer der wesentlichsten Wirtschaftsfaktoren der Region ab Mitte des 19. Jahrhunderts.
Das Braunkohlewerk bei Unterreichenau wurde 1814 eröffnet, wo das Kohlenlager beim Graben eines Brunnens auf einem Bauernhof gefunden worden ist. Alle übrigen Bergwerksanlagen um Falkenau sind späteren Ursprungs. Es waren im 19. Jahrhundert im Wesentlichen die Bergwerke der Firma Johann David Starck, J. Radlers Erben, die Wiener-Kohlenindustrie-Vereine, Firma C. W. Weinkauf, die Zieditz-Haberspirker Kohlengewerkschaft, Firma M. Peters Erben, die Britannia-Gewerkschaft und Firma J. R. Eaton. Im 20. Jahrhundert gewannen die Kohlenmagnaten Julius Petschek und Ignaz Petschek durch Unternehmensaufkäufe zunehmend Einfluss. Kurz vor Ausbruch des Ersten Weltkrieges wurde der Großteil der Aktien der englischen Gesellschaft Britannia an Ignaz Petschek in Aussig verkauft 1872 wurde in Falkenau ein Bergrevieramt eingerichtet, dem die politischen Bezirke Asch, Eger und Graslitz zugewiesen wurden.

## Bevölkerung
Bis 1945 war Falkenau überwiegend von Deutschböhmen besiedelt, die vertrieben wurden.
Bevölkerungsentwicklung bis 1945
| Jahr | Einwohner | Anmerkungen                                                                       |
| ---- | --------- | --------------------------------------------------------------------------------- |
| 1651 | 0860      | sämtlich Deutsche                                                                 |
| 1785 | 0 k. A.   | 290 Häuser, darunter wenige Wohnstätten jüdischer Familien                        |
| 1800 | 03.500    |                                                                                   |
| 1830 | 01.889    | in 363 Häusern                                                                    |
| 1847 | 02.060    | in 386 Häusern, darunter zwei israelitische Familien                              |
| 1870 | 03.329    | [ 42 ]                                                                            |
| 1900 | 07.376    | meist deutsche Einwohner                                                          |
| 1910 | 08.867    | davon 8.717 Deutsche, 42 Tschechen und 108 andere                                 |
| 1921 | 10.151    | davon 9.588 Deutsche                                                              |
| 1930 | 11.381    | davon 10.153 Deutsche und 1.228 Tschechen                                         |
| 1939 | 10.598    | davon 1.053 Evangelische, 9.288 Katholiken und 20 sonstige Christen (keine Juden) |

Bevölkerungsentwicklung nach Ende des Zweiten Weltkriegs
(Stand: 31.12. des jeweiligen Jahres)
| Jahr | Einwohner |
| ---- | --------- |
| 1947 | 08.138    |
| 1960 | 13.045    |
| 1970 | 19.887    |
| 1980 | 27.955    |
| 1990 | 28.781    |

| Jahr | Einwohner |
| ---- | --------- |
| 2000 | 25.565    |
| 2010 | 24.402    |
| 2020 | 22.924    |
| 2022 | 22.227    |

## Politik

### Wappen
Beschreibung: In Silber auf einem grünen Dreiberg ein nach rechts flugbereiter naturfarbener Falke mit einem goldenen Glöckchen am goldenen Fang.

### Städtepartnerschaften
- Saalfeld, Thüringen, Deutschland
- Schwandorf, Bayern, Deutschland

## Sehenswürdigkeiten und Kultur

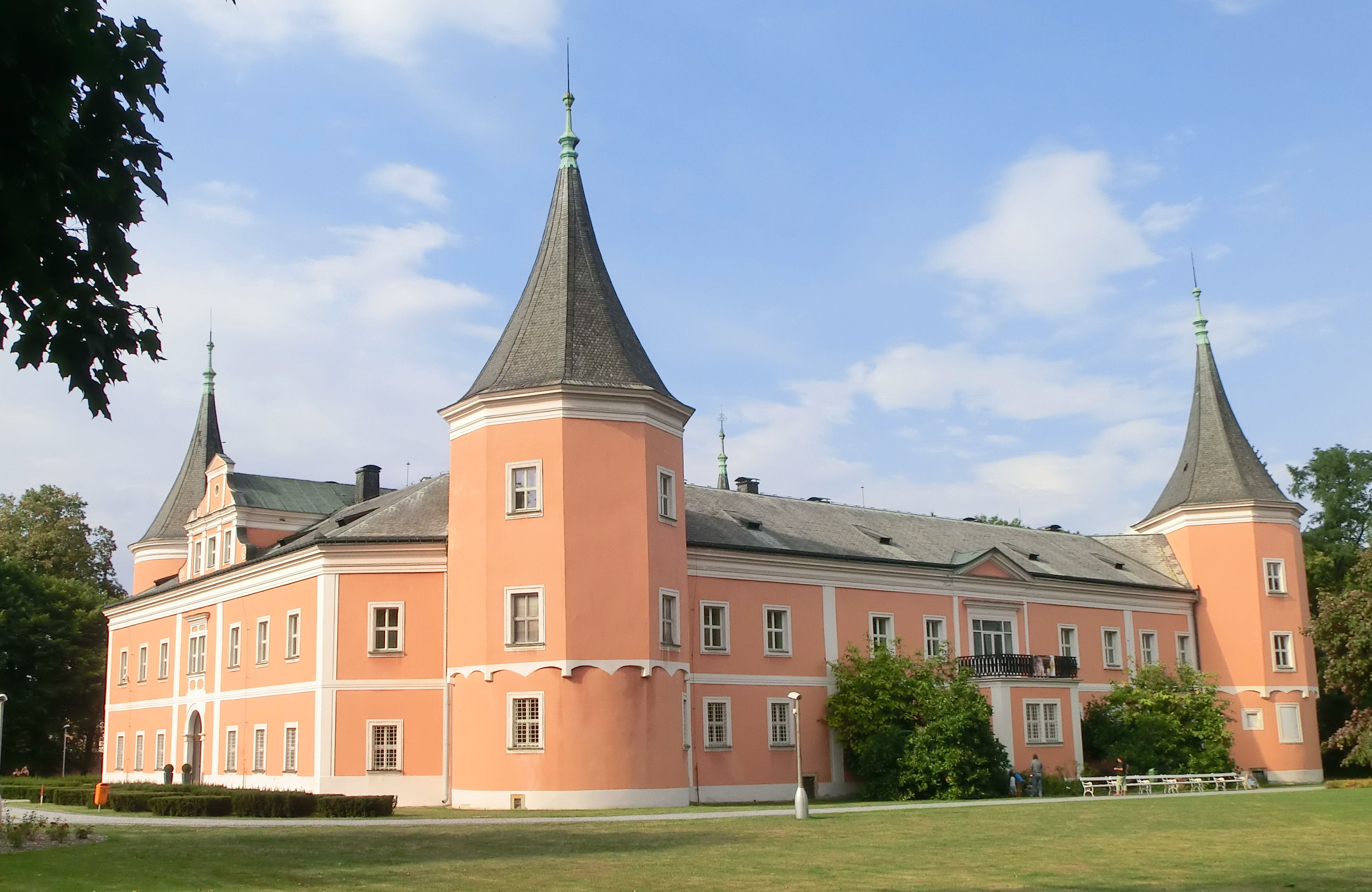
Schloss Falkenau

Die wichtigsten interessanten Gebäude scharen sich um den Alten Platz (Staré Namestí). Informationstafeln berichten über die geschichtlichen Hintergründe.
- Schloss Falkenau

Die jetzige Gestalt erhielt das Schloss bei Umbauten im klassizistischen Stil im 19. Jahrhundert. Heute beherbergt es das Bezirksmuseum Sokolov und die Stadtbibliothek.
- Historisches Rathaus

Es handelt sich um ein Renaissance-Gebäude aus dem Jahr 1540 und diente bis in die Mitte des 20. Jahrhunderts als Rathaus. Heute hat dort die Firmenleitung der Bergbaugesellschaft Sokolvská uhelná ihren Sitz.
- Falkenbrunnen

Auf dem aus dem Jahre 1717 stammenden Brunnen ist der sagenhafte Gründer der Stadt, ein falkenzüchtender Ritter mit seinem Hund und einem Falken, abgebildet.
- Haus der Bergleute (Bergarbeiterheim)

Der Entwurf dieses Hauses stammt von einem Schüler von Adolf Loos, dem Architekten Rudolf Wels. Die Außenfassade des in den Jahren 1923/1924 entstandenen Gebäudes ziert ein großes achtteiliges Relief zum Thema Ein Tag im Leben eines Bergmanns. Dort ist das städtische Kulturzentrum untergebracht.
- St.-Jakobs-Kirche

Die Kirche wurde im 13. Jahrhundert gegründet. Die heutige barocke Kirche ist einschiffig mit einem Westturm.
- Kapuzinerkloster der Kirche.

Das im 17. Jahrhundert gegründete Kloster dient nach Umbauten als Konzertsaal. Die Gruft der Familie Nostitz wurde 1999 renoviert.
- Dreifaltigkeitskapelle

1719 als Friedhofskapelle erbaut, in den Jahren 1772–1774 barocke Umgestaltung, u. a. mit Fresken von Elias Dollhopf. Die Kapelle wird heute von der orthodoxen Kirche genutzt.
- Mariensäule
- Hügel „Na Hardu“ (Hardhöhe) mit Aussichtsturm, östlich des Stadtzentrums
- Kulturzentrum im Haus der Bergleute, verwaltet das Stadttheater, die Ausstellungsräume in der ehemaligen Kirche des Kapuzinerklosters und unterstützt ehrenamtliche Kulturvereine der Stadt

## Wirtschaft und Infrastruktur

### Unternehmen
Wichtigster Betrieb ist die Bergbaugesellschaft, die in der Umgebung Sokolovs den Abbau von Braunkohle betreibt. Mit zunehmender Erschöpfung der Lagerstätten verschiebt sich der Schwerpunkt der Aktivitäten mehr und mehr auf die Rekultivierung des Geländes.
Ein weiterer bedeutender Industriebetrieb Sokolovs ist der Maschinenbauer Sokolovská strojírna, ein im Jahr 1931 gegründetes Unternehmen, das aus dem Reparaturbetrieb der Braunkohlefördergesellschaft hervorging.
Im Juli 2023 eröffnete BMW eine Teststrecke für automatisiertes Fahren nördlich von Sokolov.

### Verkehr
Bahnverkehr

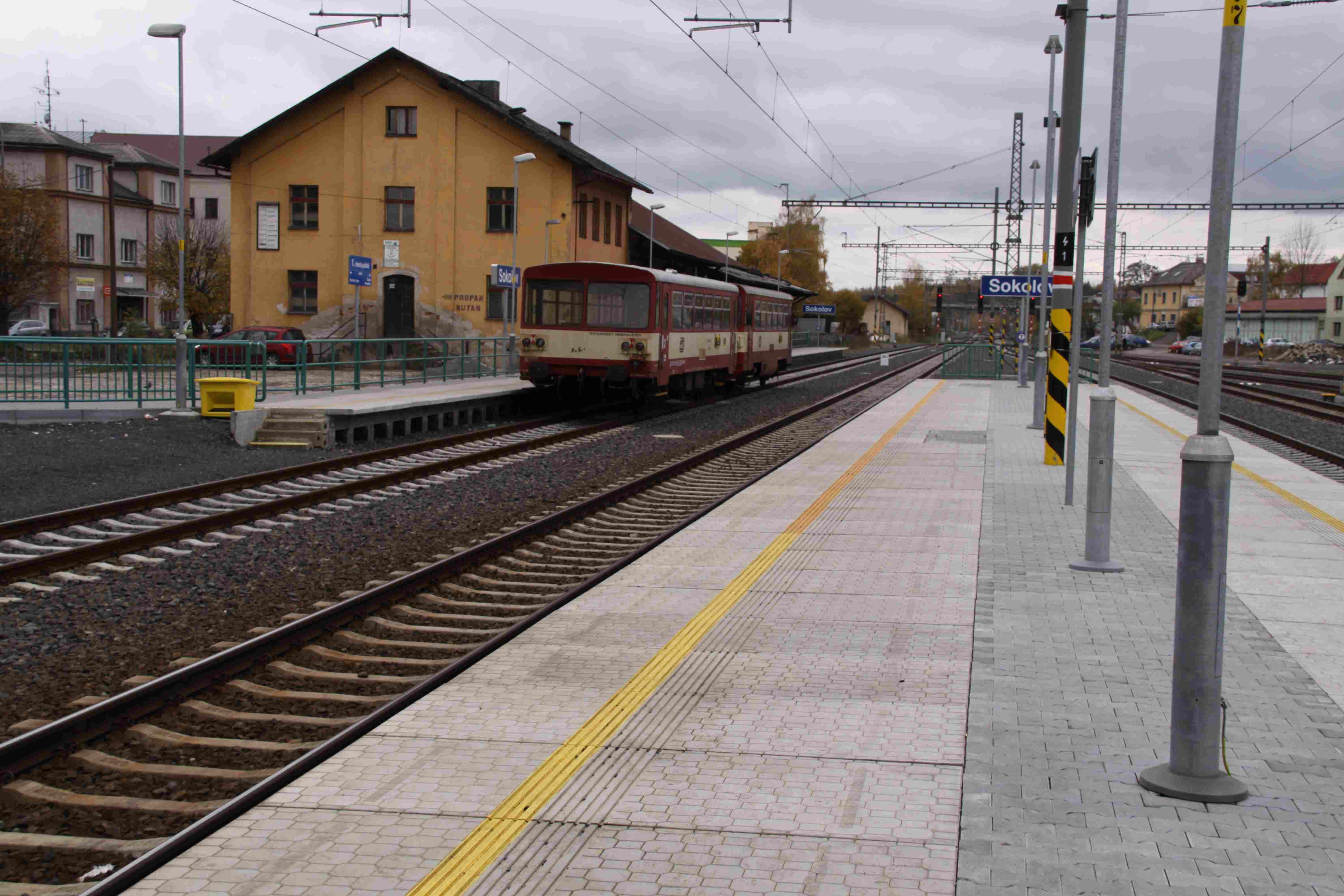
Bahnhof Sokolov

Sokolov besitzt einen Bahnhof an der elektrifizierten Hauptbahn Chomutov–Cheb. In Sokolov zweigt von dieser Strecke die grenzüberschreitende Nebenbahn nach Klingenthal ab. Direkte Zugverbindungen bestehen mit Cheb, Chomutov, Ústí nad Labem, Prag und Zwickau.
Der Bahnhof Sokolov ist in das System ČD-Kurýr (Expressbeförderung von kleinen Sendungen) einbezogen.
2008 wurde der Bahnhof im Bahnsteigbereich renoviert. Das Bahnhofsgebäude ist noch in altem Zustand. Auch ein Busbahnhof ist neben dem Bahnhof vorhanden.
Stadtbusverkehr
Für den innerstädtischen ÖPNV gibt es sechs Buslinien, die von 4:00 bis 23:00 Uhr betrieben werden.
Zu einer grundsätzlichen Umstrukturierung des Busverkehrs kam es zum Fahrplanwechsel am 1. Juli 2004. Vorher gab es 14 Linien, die nach einem sehr komplizierten Plan fuhren: Einzelne Linien fuhren teilweise unterschiedliche Routen, die Intervalle waren sehr unregelmäßig, und die meisten Linien hatten nur wenige Fahrten an Arbeitstagen.

### Sport
- Die Fußballmannschaft des FK Baník Sokolov spielt in der zweiten Liga.
- Sokolov verfügt über ein Hallenbad, ein Halleneisstadion, einen Golfplatz und eine Leichtathletikhalle.

## Persönlichkeiten

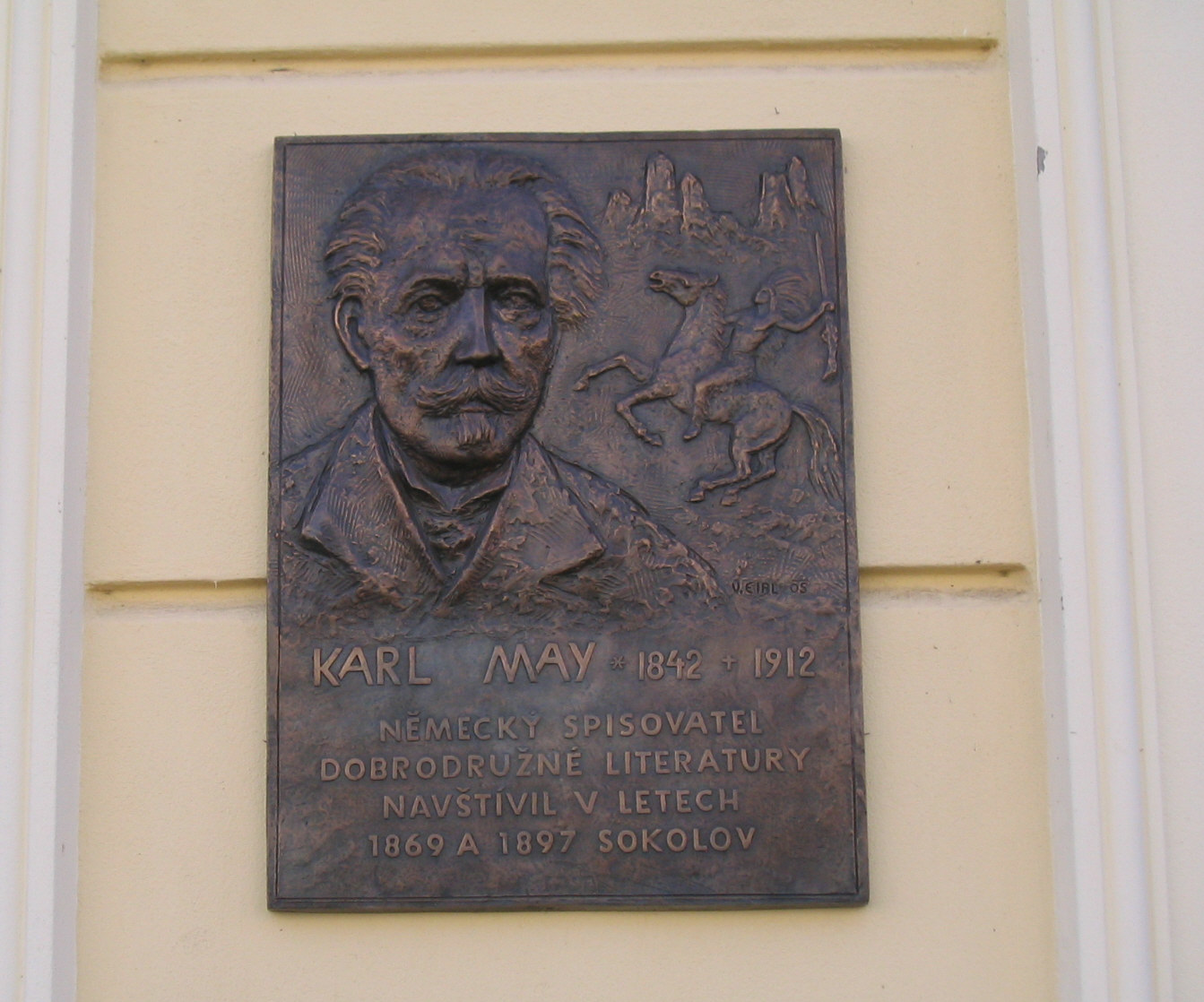
Zum Gedenken an die Besuche von Karl May in Falkenau

## Rezeption
Der Ort ist Namensgeber des Sokolovské náměstí in Liberec.